# 14515 Koichisato
14515 Koichisato este un asteroid din centura principală de asteroizi.

## Descriere
14515 Koichisato este un asteroid din centura principală de asteroizi. A fost descoperit pe 21 aprilie 1996 la Nanyo de Tomimaru Okuni. Asteroidul prezintă o orbită caracterizată de o semiaxă mare de 2,53 ua, o excentricitate de 0,13 și o înclinație de 7,6° în raport cu ecliptica.